# 戈納甘傑烏帕齊拉
戈納甘傑乌帕齐拉是孟加拉国錫爾赫特縣的一个乌帕齐拉，位於錫爾赫特专区的錫爾赫特縣。。

## 人口
據1991年孟加拉國人口普查，戈納甘傑共有戶數50,746戶，人口316149人。其中男性佔比50.29%，女性佔比49.71%；成年人口65,383人。該地7歲以上人口之平均識字率為57.0%。